# قیام عید پاک
قیام عید پاک (ایرلندی: Éirí Amach na Cásca) یا شورش عید پاک در ماه آوریل سال ۱۹۱۶، در ایرلند بوقوع پیوست. این قیام توسط جمهوریخواهان ایرلندی برای پایان دادن به سلطه بریتانیا در ایرلند و برپایی یک جمهوری مستقل ایرلند انجام شد. در این زمان بریتانیا در جنگ جهانی اول درگیر بود. این قیام مهمترین خیزش در ایرلند پس از شورش سال ۱۷۹۸ و اولین اقدام مسلحانه در دوران انقلابی ایرلند بود.

## پیشینه قیام
این قیام توسط شورای نظامی هفت نفره برادران جمهوریخواه ایرلندی سازمان دهی شد، در روز دوشنبه ۲۴ آوریل ۱۹۱۶ مصادف با عید پاک آغاز شد و به مدت شش روز ادامه یافت. اعضای داوطلب ایرلندی که توسط معلم زبان ایرلندی پاتریک پیرس به ارتش شبه نظامی جیمز کانلی پیوستند و ۲۰۰ زن وابسته به شورای زنان ایرلندی اماکن کلیدی شهر دوبلین را به کنترل خود گرفتند و بدین ترتیب جمهوری ایرلند را اعلام کردند.

## حمله ارتش بریتانیا
ارتش بریتانیا هزاران نفر از نیروهای مسلح و همچنین توپخانه و یک قایق جنگی را وارد صحنه جنگ با جمهوریخواهان کرد. یک جنگ خیابانی سخت در جاده‌های منتهی به مرکز شهر درگرفت. شورشیان در این محل با مقاومت سرسختانه پیشروی ارتش بریتانیا را کند کردند و خساراتی به آنها وارد آوردند. در دوبلین جنگ بر روی تک تیراندازی با تفنگ‌های دور برد تمرکز داشت. توپخانه بریتانیا مواضع شورشیان را در هم کوبید ولی مواضع پراکنده شورشیان همچنان مقاومت می‌کرد. آلمان محموله ای از سلاح برای شورشیان ارسال کرد ولی ارتش بریتانیا این محموله را قبل از شروع قیام مصادره کرد.
ارتش بریتانیا با افزایش تعداد نیرو و سلاح‌های سنگین تر، وارد صحنه جنگ شد. در روز شنبه ۲۹ آوریل، پاتریک پیرس با تسلیم بی قید و شرط موافقت کرد، هرچند که مبارزات پراکنده تا یکشنبه ادامه یافت. پس از تسلیم این کشور همچنان تحت قوانین جنگی قرار داشت. حدود ۳۵۰۰ نفر توسط بریتانیایی‌ها زندانی شدند، ولی بسیاری از آنها در قیام نقش نداشتند. ۱۸۰۰ آنها به اردوهای زندان یا زندان‌ها در انگلیس فرستاده شدند. بیشتر رهبران شورشیان اعدام شدند.

## نتایج قیام عید پاک
در روز عید پاک، ۴۸۵ نفر کشته شدند. حدود ۵۴٪ غیرنظامی، ۳۰٪ ارتش و پلیس بریتانیا و ۱۶٪ شورشیان ایرلندی جزو کشته‌ها بودند. در این درگیری‌ها بیش از ۲۶۰۰ زخمی شدند. بسیاری از غیرنظامیان به دلیل آتش توپخانه و اسلحه‌های سنگین بریتانیا کشته شدند.

## بازسازی و پیروزی در انتخابات
در دسامبر ۱۹۱۸، جمهوریخواهان، که توسط حزب شین فین بازسازی شده بودند، موفق به پیروزی در انتخابات عمومی پارلمان انگلیس شدند. آنها کرسی‌های خود را نگرفتند، بلکه در پارلمان خود نظامی تک حزبی را تشکیل دادند و استقلال جمهوری ایرلند را اعلام کردند. این روز با شروع جنگ استقلال ایرلند مصادف بود.